# Puerto de La Guaira

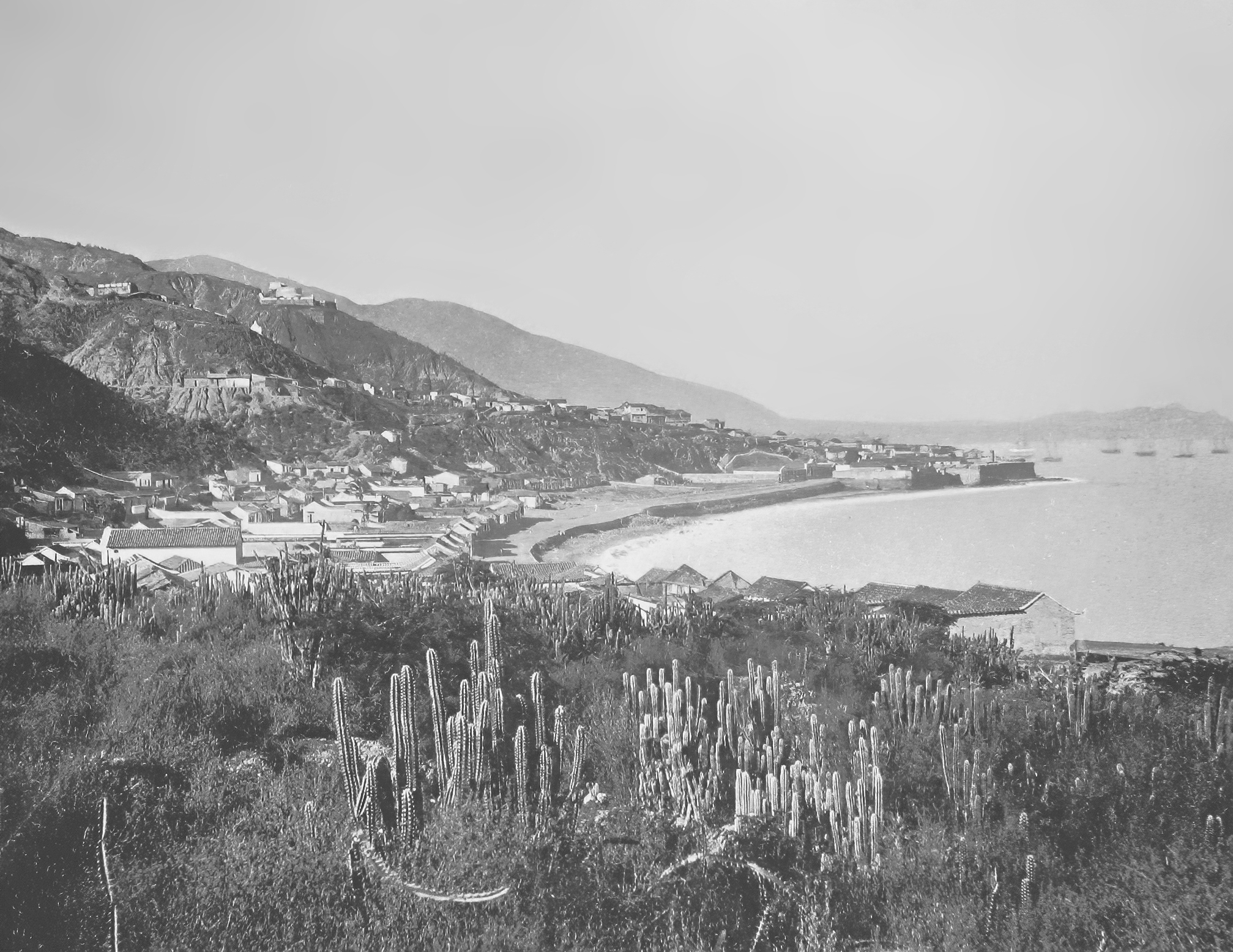
Representación del Puerto de La Guaira en 1887.

El Puerto de La Guaira es el nombre que recibe una instalación portuaria localizada en la Avenida Soublette, en el municipio Vargas del estado La Guaira, al centro norte del país sudamericano de Venezuela. Se le considera uno de los puertos más importantes del país (junto con el de Puerto Cabello en el estado Carabobo) no solo por los volúmenes de carga que maneja sino por su localización estratégica cerca del principal Aeropuerto internacional (a 6 km del A.I Simón Bolívar) y por su relativa cercanía con la ciudad capital de Caracas (a aproximadamente 30 km).

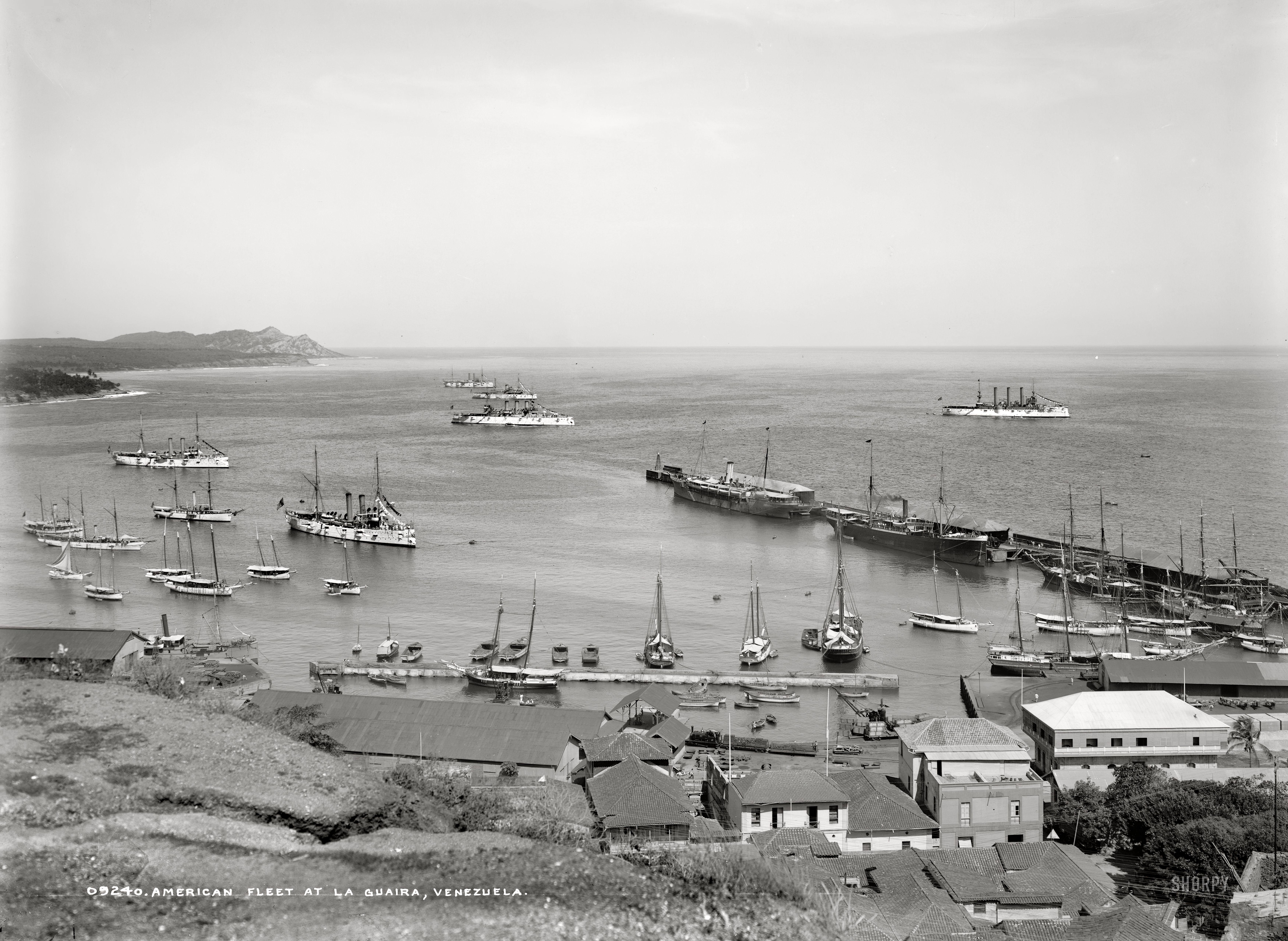
Vista del puerto con una flotilla estadounidense entre 1900 y 1905.

Para 2013, tenía un terreno de 88 hectáreas, con un rompeolas de 1096 metros de largos, 26 muelles, 4 exclusivos para el uso de pasajeros. También posee un puerto pesquero y uno reservado para el ámbito militar. Podía almacenar hasta 13.092 toneladas. La capitanía del Puerto de La Guaira está localizada en su terminal de pasajeros.

## Ampliación
En 2011, el Ministerio de Transporte y Comunicaciones anuncia que se preparaba la firma de un convenio entre Venezuela y Portugal para la modernización del Puerto de La Guaira. La obra se le adjudicó a la empresa portuguesa Texeira Duarte y se estimó el inicio del proyecto en 2012, el proyecto implicaba la ampliación de la capacidad, la modernización de las instalaciones y la posibilidad de recibir buque Post Panamax con una inversión aproximada de 400 millones de dólares y en varias etapas. Para 2014, las obras avanzaron y el proceso incluyó nuevos espacios que surgieron a partir de la ganancia de tierras al mar. La adquisición e instalación de nuevas grúas además permitirá reducir los tiempos de espera.